# 장 프랑수아 페르소
장 프랑수아 페르소(Jean-François Persoz, 1808년 ~ 1868년)는 프랑스의 화학자이다. 디아스타아제라는 효소와 탄수화물 셀룰로스를 발견하였다.

## 개요
효소 디아스타제와 덱스트린의 특성을 발견한 것으로 알려진 프랑스 화학자였다. 그는 또한 셀룰로오스라는 이름을 만든 보고서를 썼다.
코르타이로드에서 태어난 페르소는 파리에서 루이 자크 테나르 밑에서 물리학을 공부하고 1833년에 박사 학위를 받았다.
페르소는 1833년부터 스트라스부르 대학의 화학 교수였으며 1852년부터 예술 공예 음악원(Conservatoire des Arts et Metiers)의 염색 및 옥양목 날염 교수였다.
아밀라아제라고도 알려진 디아스타제에 대한 그의 연구는 안셀메 파옌(Anselme Payen)과 공동으로 수행되어 1833년에 출판되었다. 덱스트린에 대한 그의 연구는 J.B. Biot과 공동으로 수행되었다.
페르소는 1868년 9월 12일 또는 18일 파리에서 사망했다.